# Задній Двір (Бабаєвський район)
Задній Двір — присілком в Бабаєвському районі Вологодської області.
Входить до складу Борисовського сільського поселення (з 1 січня 2006 року по 13 квітня 2009 року входила в Новолукінське сільське поселення). 
Відстань по автодорозі до районного центру Бабаєво — 81 км, до центру муніципального утворення села Борисово-Судське по прямій — 13 км. Найближчі населені пункти — с.Іоніно, с.Ликово, с.Шогда. Станом на 2002 рік проживало 9 чоловік.